# 赵实
赵实（1953年8月—），女，北京人，生于吉林长春。中华人民共和国政治人物、导演，中共第十八届中央委员。
赵实早年在长春电影制片厂工作，先后担任导演、厂党委副书记、副厂长、厂党委书记。后进入政界，历任中共长春市委副书记、共青团中央书记处书记、国家广播电影电视总局副局长、中国文学艺术界联合会党组书记等职务。

## 生平

### 早年经历
1968年11月，中学毕业后的赵实，作為知青，先后到吉林省前郭县吉拉吐公社、柳河县马鹿公社、德惠县城郊公社插隊勞動。1975年9月，她来到长春电影制片厂工作，先后担任艺术片室场记、副导演、导演。这期间，她于1980年至1985年在吉林省教育学院中文系函授本科学习。1986年3月，改任厂党委办公室副主任。同年9月，升任厂党委副书记、副厂长。1988年2月至7月，在中央党校地厅级干部进修班学习。1991年7月，升任长春电影制片厂党委书记。次年9月，调任长春市委副书记，进入政界。

### 进入政界
1993年5月，赵实离开长期工作生活的长春，来到北京，担任共青团中央书记处书记、全国青联副主席。1996年1月，升任广播电影电视部副部长、党组成员。期间，她于1994年至1997年在吉林大学经济管理学院国民经济计划与管理专业学习毕业，获得硕士研究生学位。1998年3月，广播电影电视部改制为国家广播电影电视总局，赵实继续担任副局长、党组成员。2003年2月，升任局党组副书记、副局长。2009年7月前，分管电影工作。1995年、2000年、2010年，她还三次在中央党校省部级干部进修班学习。此外，赵实还是全国妇联第七届、第八届、第九届常委，第十届副主席（兼）。
2011年3月，赵实接替胡振民，调任中国文学艺术界联合会党组书记，并于同年6月被增选为中国文联副主席、书记处书记。2017年4月，被免去中国文学艺术界联合会党组书记职务，改任中国文学艺术界联合会党组成员，继续担任副主席、书记处书记。2018年10月，卸任中国文联党组成员、书记处书记职务，正式退休。

## 作品
| 拍摄时间 | 片名       | 职务 | 合作导演 | 获奖                                 | 備註               |
| 1984年   | 花园街五号 | 导演 | 姜树森   | 1984年广播电影电视部优秀故事片二等奖 | 主演庞学勤、方舒   |
| 1985年   | 女人的力量 | 导演 | 姜树森   |                                      | 主演李克纯、林达信 |